# Montallegro
Montallegro ist eine Stadt im Freien Gemeindekonsortium Agrigent in der Region Sizilien in Italien. Der sizilianische Name ist Muntallegru.

## Lage und Daten
Montallegro liegt 34 Kilometer nordwestlich von Agrigent. Hier wohnen 2357 Einwohner (Stand 31. Dezember 2023), die hauptsächlich in der Landwirtschaft (Viehwirtschaft, Geflügelzucht und Weinproduktion) arbeiten.
Die Nachbargemeinden sind Agrigent, Cattolica Eraclea und Siculiana.

## Geschichte
Die heutige Stadt wurde 1574 gegründet. Davor gab es eine Siedlung auf dem Cicaldo-Hügel.

## Sehenswürdigkeiten

### Sehenswürdigkeiten im Ort
- Pfarrkirche Santa Maria della Catena
- Montagna Suso

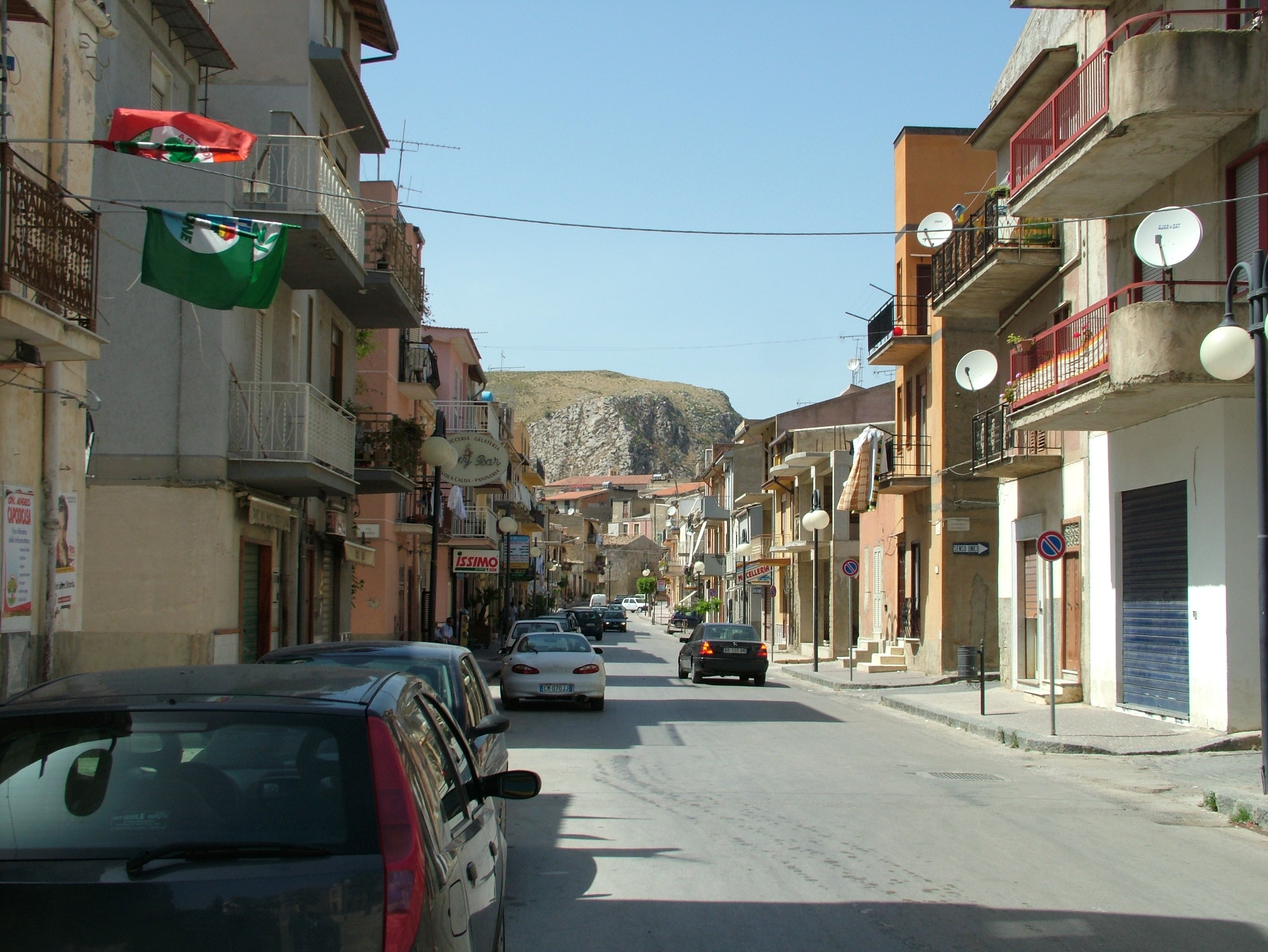
Die Hauptstraße
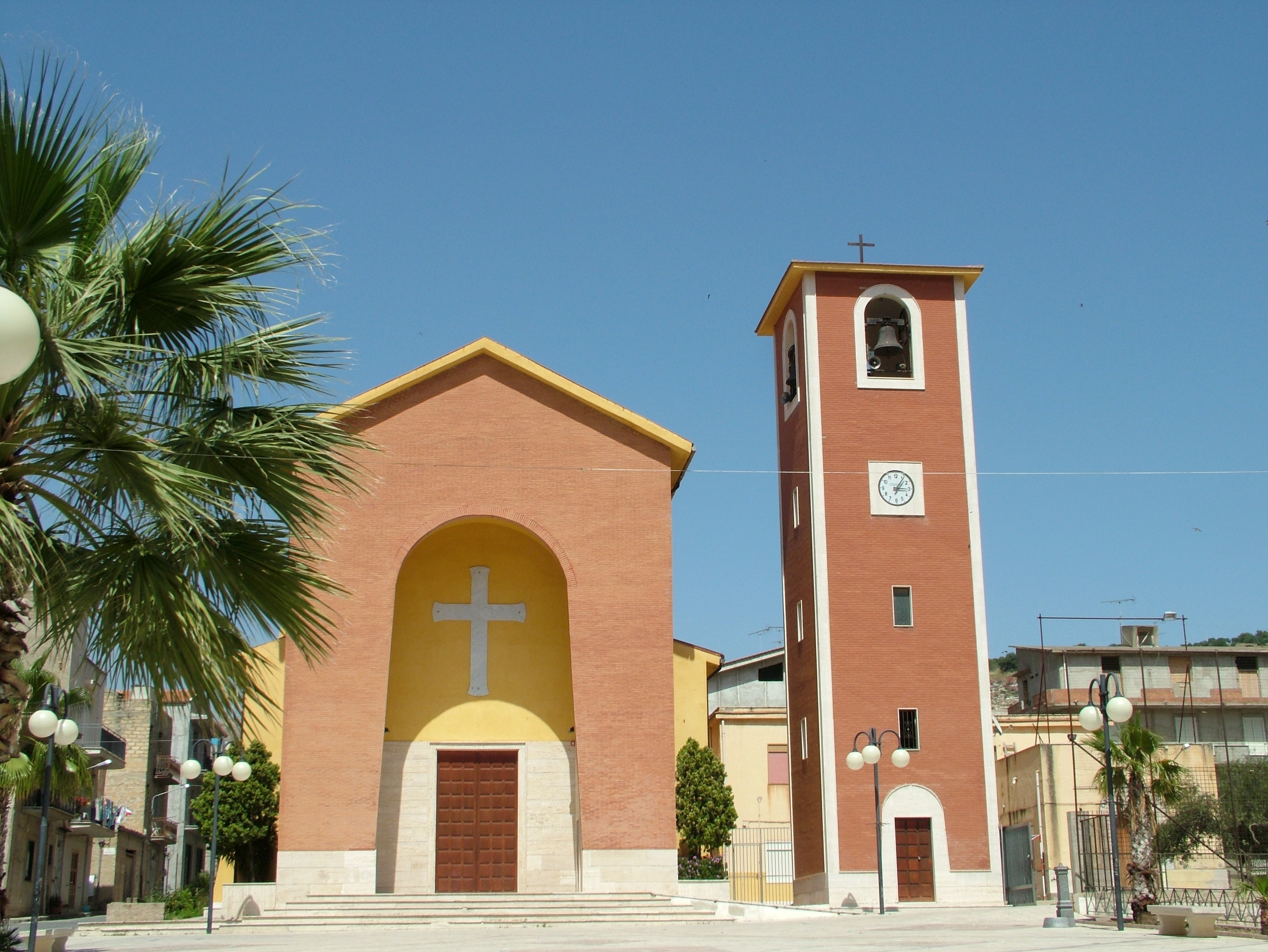
Die Kirche

### Außerhalb Montallegro
- Ausgrabungen der antiken Stadt Herakleia Minoa
- Der See Gorgo, hier können Zugvögel beobachtet werden